# Eutetrapha flavoguttata
Eutetrapha flavoguttata là một loài bọ cánh cứng trong họ Cerambycidae.